# Zvjezdan Cvetković
Zvjezdan Cvetković (Károlyváros, 1960. április 18. – 2017. február 27.) jugoszláv válogatott horvátországi szerb labdarúgó, hátvéd, edző. Öccse Borislav Cvetković szintén jugoszláv válogatott labdarúgó.

## Pályafutása
1980 és 1987 között a Dinamo Zagreb csapatában játszott, ahol egy-egy jugoszláv bajnoki címet és kupagyőzelmet ért el az együttessel. 1987 és 1990 között a nyugatnémet Waldhof Mannheim játékosa volt.
1982 és 1987 között kilenc alkalommal szerepelt a jugoszláv válogatottban és egy gólt szerzett.
2005-ben a Dinamo Zagreb, később az FK Sopot, illetve 2011-ben a Borac Banja Luka vezetőedzője volt.

## Sikerei, díjai
Dinamo Zagreb
- Jugoszláv bajnokság
  - bajnok: 1981–82
- Jugoszláv kupa
  - győztes: 1983